# Enclave (film)
Pour les articles homonymes, voir Enclave.
Pour plus de détails, voir Fiche technique et Distribution.
Enclave (en serbe : Enklava, Енклава) est un film dramatique serbe réalisé par Goran Radovanovic, sorti en 2015 et dont Le thème principal est la vie des Serbes du Kosovo dans de petites communautés isolées, les enclaves.
Le film est sélectionné comme entrée serbe pour l'Oscar du meilleur film en langue étrangère à la 88e cérémonie des Oscars qui s'est déroulée en 2016.

## Distribution
- Filip Subaric :
- Denis Muric :
- Nebojsa Glogovac : Vojislav
- Anica Dobra : Milica
- Miodrag Krivokapic : Otac Draza
- Goran Radakovic : Cekic
- Meto Jovanovski : Milutin
- Qun Lajçi :
- Nenad Jezdic : Vozac autobusa
- Dunja Cince :
- Milena Jaksic : Uciteljica
- Rastko Jankovic :
- Milic Jovanovic : Imam
- Sonja Kolacaric :
- Radomir Nikolic : Prevodilac
- Hristina Popovic : Uciteljica u Beogradu
- Ana Rusmir : Milicina cerka
- Milan Sekulic :
- Nenad Stanojkovic :
- Bojan Stojcetovic : Drugi brat
- Nenad Vulevic :